# Oswobodzenie Pragi
Oswobodzenie Pragi (cz. Osvobození Prahy) – czechosłowacki propagandowy film wojenny w reżyserii Otakara Vávry, zrealizowany w 1977.

## Obsada
- Vladimír Šmeral jako dr Václav Vacek
- František Vicena jako Rudolf Čapek
- Josef Větrovec jako Hrubý
- Ota Sklenčka jako prof. Albert Pražák
- Josef Somr jako dr Grospic
- Jiří Krampol jako Karel Horák
- Renáta Doleželová jako Anka Kadlecová
- Vítězslav Jandák jako Stanislav Horák
- Siergiej Poleżajew jako marszałek Iwan Koniew
- Piotr Wieljaminow jako gen. Dmitrij Leluszenko
- Władysław Strzelczyk jako gen. Aleksiej Antonow
- Nikołaj Grińko jako gen. Omar Bradley
- Raoul Schránil jako amerykański generał
- Marie Vášová jako Fráňa Zemínová
- Ladislav Chudík jako gen. Ludvík Svoboda
- Bohumil Pastorek jako Klement Gottwald
- Jiří Holý jako gen. Karel Kutlvašr
- Josef Langmiler jako Zdeněk Fierlinger
- Jozef Kuchár jako Richard Bienert
- Gunnar Möller jako Adolf Hitler
- Wilhelm Koch-Hooge jako gen. Rudolf Toussaint
- Horst Preusker jako gen. Carl Friedrich von Pückler-Burghauss
- Vladimír Brabec jako radiotelegrafista
- Jurij Nazarow jako major Kriukow
- Walerij Nosik jako sierżant Skłowskij